# دانييل بروسينسكي

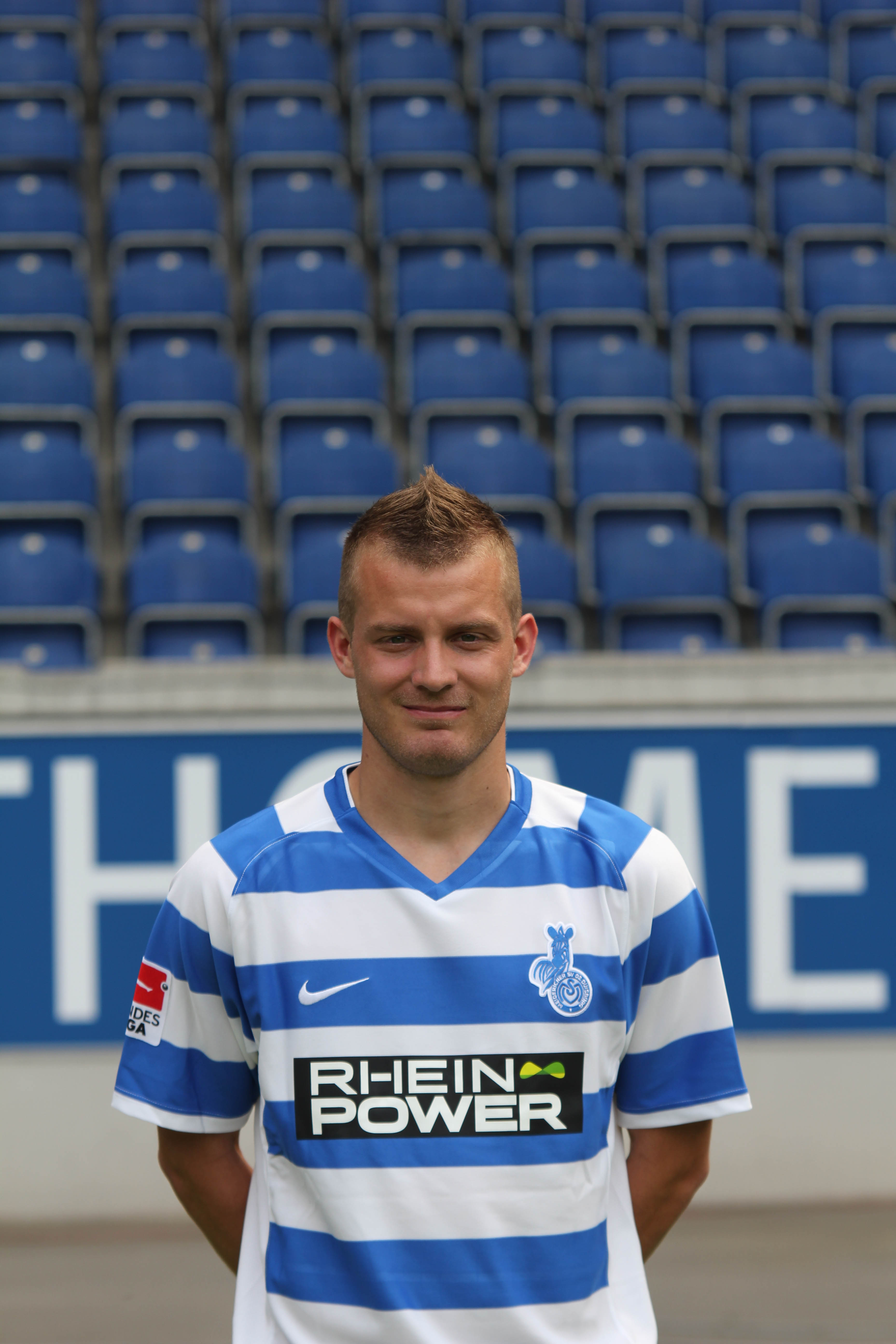

دانييل بروسينسكي (بالألمانية: Daniel Brosinski)‏ (مواليد 17 يوليو 1988 في كارلسروه - ألمانيا الغربية) لاعب كرة قدم ألماني يلعب حاليا لصالح نادي الدرجة الأولى كولن الألماني منذ 2008 في مركز الوسط المحوري .

## روابط خارجية
- دانييل بروسينسكي على موقع قاعدة بيانات كرة القدم.إي يو (الإنجليزية)
- دانييل بروسينسكي على موقع بيانات كرة القدم. دي إي (الألمانية)
- دانييل بروسينسكي على موقع Soccerway.com (الإنجليزية)
- دانييل بروسينسكي على موقع عالم كرة القدم.نت (الإنجليزية)
- دانييل بروسينسكي على موقع كووورة
- دانييل بروسينسكي على موقع AS.com (الإسبانية)